# اروبیک

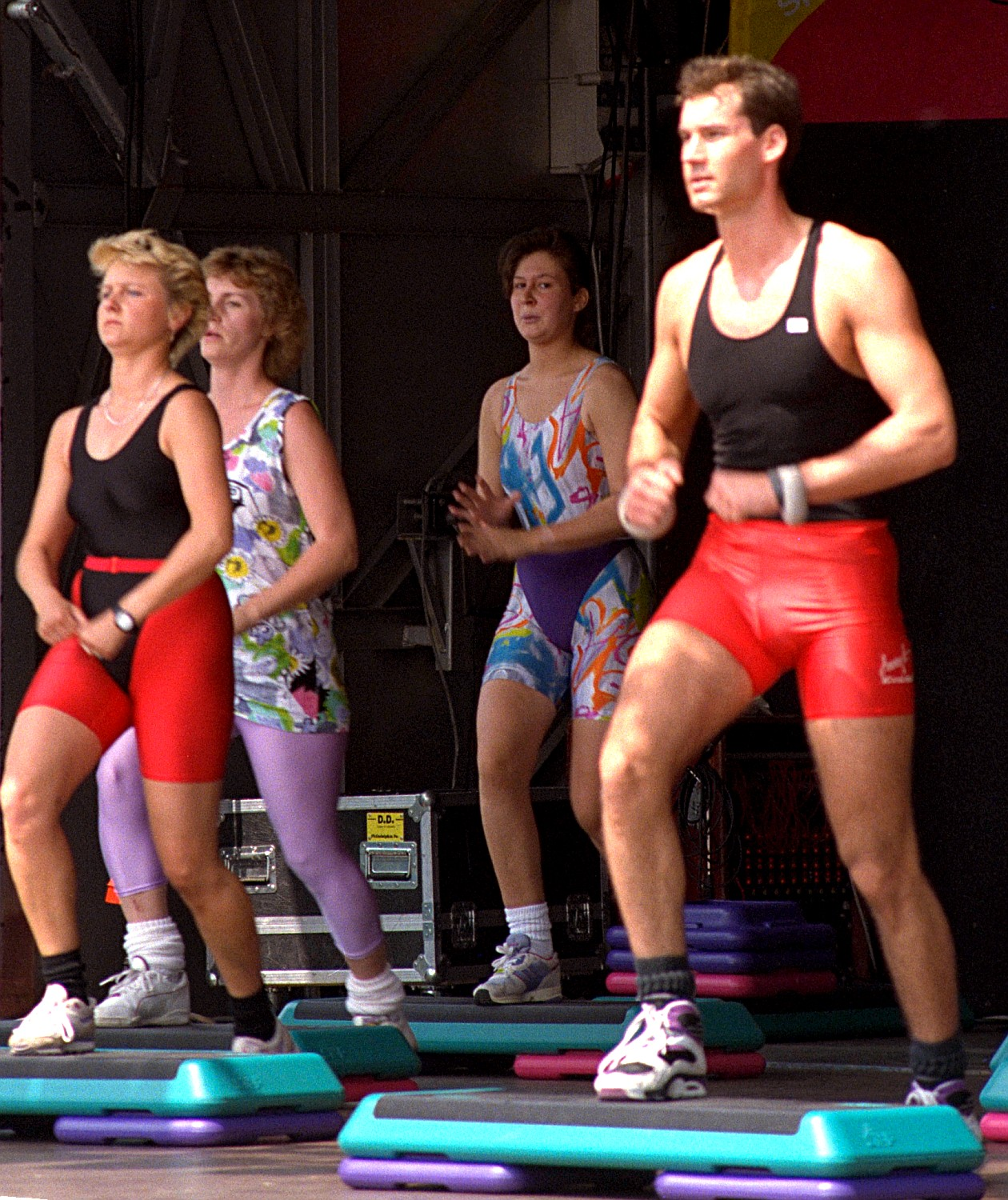
یک کلاس و گردهمآییِ ایروبیک

اروبیک (به انگلیسی: Aerobics) گونه‌ای ورزش و فعالیت بدنی با ترکیبی از تمرینات هوازی موزون همراه با تمرینات روزمرهٔ حرکات کششی و قدرتی با هدفِ بهبود و گسترش همهٔ جوانب آمادگی جسمانی (انعطاف‌پذیری مفصل، ماهیچه و دستگاه گردش خون) است. حرکات ایروبیک معمولاً با نواخت و ضرب موسیقی و با یاری یک آموزگار انجام می‌پذیرد.

## تاریخچه
بیش از چهل سال است که نوعی تمرین هوازی به نام ایروبیک یا حرکات موزون به شکل فزاینده در اکثر جوامع رواج پیدا کرده‌است. در سال ۱۹۶۹ شخصی به نام جکی سورنسن(Jacki Sorenson) در آمریکا این فعالیت بدنی را ابداع کرد. او هنرمندی مشهور بود که عقیده داشت این روش تمرین هوازی بهترین روش برای دستیابی به آمادگی جسمانی مطلوب است. او این روش را جازرسایز (Jazzercise) یا دنسرسایز (Dancercise) نامید، که اکنون به عنوان ایروبیک شناخته شده و شکل دیگری از حرکات موزون است.

## انواع ایروبیک
ایروبیک لوایمپکت (low impact aerobic): به حرکت‌هایی گفته می‌شود که همانند راه‌رفتن در اجرای آنها همواره بخشی از یک پا با زمین در تماس است و به دلیل قرارگیری یک پا در روی زمین، حرکت فشار کمی خواهد داشت؛ بنابراین می‌توانند بهترین حرکات برای طراحی در کلاس‌های ورزشی ویژه افراد سالمند، مبتدی و حتی خردسالان باشند. از جمله این حرکت‌ها می‌توان به مارش و گام آسان اشاره کرد. ضربان قلب در این حالت بین ۶۰ تا ۷۵ درصد ضربان قلب بیشینه فرد است، یعنی ضربان نرمال برای انجام تمرینات استقامتی یا هوازی است و برای اشخاص مختلف قابل اجراست. چربی‌سوزی به بهترین شکل ممکن از این طریق صورت می‌گیرد، زیرا منبع اصلی انرژی بدن در این نوع ایروبیک چربی است و برای افرادی که قصد کاهش وزن دارند، خوب است. باید توجه شود که ای تمرینات باید حداقل سه جلسه در هفته و حداقل ۳۰ دقیقه انجام شوند تا فرد از خواص فیزیولوژیک آن بهره‌مند شود.
ایروبیک های‌ایمپکت (High impact aerobic): شامل حرکاتی است که همانند دویدن، در یک لحظه هر دو پا از زمین کنده می‌شود و فرد در یک لحظه بدون اتکا در هوا قرار می‌گیرد. از جمله این حرکات می‌توان به رانینگ (Running) اشاره کرد. این حرکات توسط یک رقصنده کانادایی ابداع شد؛ بنابراین به دلیل بالا بودن شدت کار این نوع ایروبیک برای ورزشکاران حرفه ای و در سطح مسابقات استفاده می‌شود.
ایروبیک‌ های و لو ایمپکت: ترکیبی از دو نوع حرکات بالاست و برای افراد عادی که چند سال ایروبیک کار کرده‌اند، مورد استفاده قرار می‌گیرد. در این روش با اضافه‌کردن حرکات های‌ایمپکت و کم کردن حرکات لوایمپکت، به تدریج می‌توان بر فشار تمرینی افزود. در اغلب کلاس‌های نیمه پیشرفته ایروبیک، از این روش استفاده می‌شود.
ایروبیک نان‌ایمپکت (بدون ضربه): شامل حرکاتی است که هنگام اجرا هر دو پا همزمان روی زمین قرار دارد و بیشتر شامل حرکات قدرتی و کششی همانند حرکات اسکات (Squat) و لانج (Lunge) است که از این حرکات در گرم کردن و سرد کردن می‌توان استفاده کرد.
پلایومتریک (Plyometrics): انقباض یک عضله سبب کشش عضله مخالف می‌شود. پلایومتریک نوعی تمرین قدرتی است که سبب افزایش فشار بیشتر روی عضلات موافق و مخالف حرکت می‌شود و شامل اجرای حرکت‌های انفجاری است که نیروی قابل انقباض در حرکت قبلی به افزایش نیروی کشش در حرکت بعدی کمک می‌کند.

## ایروبیک ورزشی
ژیمناستیک ایروبیک یا ایروبیک ورزشی یا ایروبیک فری استایل یا ایروبیک رقابتی، گونه‌ای از ایروبیک و شاملِ رقص آرایی، ژیمناستیکِ موزون و آکروباتیک بهمراهِ عناصر ایروبیک است.

## ۱۰ حرکت اصلی و پایه ایروبیک فری استایل[۵]
| نام حرکت به فارسی  | نام حرکت به لاتین | علامت اختصاری | تعداد ضرب | ماهیت |
| گام درجا           | March             | M             | ۱         | متغیر |
| گام هفت            | V step            | V             | ۴         | ثابت  |
| گام ضربه           | Step touch        | St            | ۲         | متغیر |
| گام دوتایی پهلو    | Doubel step touch | D. st         | ۴         | متغیر |
| گریپ واین          | Grape vine        | Gv            | ۴         | متغیر |
| تاچ                | Touch             | Tou           | ۲         | متغیر |
| ساید تو ساید       | Side to side      | S to S        | ۲         | متغیر |
| بالا بردن زانو     | Knee up           | Kn.up         | ۲         | متغیر |
| گام بالا بردن زانو | Step Knee up      | S.Kn.up       | ۴         | متغیر |
| پاشنه به پشت       | Leg curl          | Lc            | ۲         | متغیر |

## تغذیه در ورزش ایروبیک
تغذیه در ورزش اهمیت زیادی دارد. تغذیه سالم و مغذی در انواع ورزشهای ایروبیک را مد نظر داشته باشید و به نکات زیر توجه کنید:
-بین وعده غذایی اصلی و زمان تمرینات هوازی سه ساعت فاصله قرار دهید.
-نیم ساعت قبل از تمرین یک میان‌وعده کوچک میل کنید.
(کربوهیدراتها، پروتئینها و چربیها که به درشت مغذیها معروف هستند انرژی مورد نیاز فعالیت را فراهم میکنند و مواد اولیه مورد نیاز جهت بهبود و ترمیم بافتهای بدن را مهیا میکنند. ویتامینها، مواد معدنی و دیگر مواد شیمیایی گیاهان نظیر آنتیاکسیدانها و غذاهای گیاهی به ریزمغذیها شهرت یافته اند؛ زیرا بدن به مقادیر بسیار کمی (میلیگرم یا میکروگرم) به آنها نیازمند است).
-اگر تمرینتان بیش از یک ساعت به طول میانجامد، هر یک ساعت ۴۰ تا ۷۰ گرم کربوهیدارت ساده به بدن برسانید.
-بعد از تمرین یک وعده غذایی مغذی شامل ۲۰ تا ۴۰ گرم پروتئین و کربوهیدارت کافی بخورید.
(کربوهیدراتها منبع اصلی انرژی فوری برای بدن و موادی هستند که توسط کربن و آب تشکیل شده اند و همراه با پروتئینها و چربیها جزئی از مواد و عناصر مغذی به حساب می آیند. کربوهیدراتها دارای ۴ کیلوکالری در هر گرم هستند و از قندها (عمدتاً گلوکز) نشاسته و فیبرهای غذایی تشکیل شدهاند. کربوهیدراتها را براساس تعداد مولکول تشکیل دهندهشان به ساده و پیچیده طبقه بندی میکنند. جذب کربوهیدراتهای ساده همراه با افزایش گلوکز خون (افزایش قند خون) به سرعت اتفاق می افتد که پس از آن با افت شدید همراه است که خود را با احساس گرسنگی نشان میدهد. قندهای ساده عبارتند از: گلوکز (عسل)، فروکتوز (آب میوه ها و میوه ها)، که بخشی از خانواده مونوساکاریدها هستند، ساکاروز (شکر سفید یا قهوهای) و لاکتوز (شیر، پنیرهای تازه) میباشند که به جای خانواده دیساکاریدها هستند. اما کربوهیدراتهای پیچیده فرایند هضم کندتری دارند که با کم آزاد کردن انرژی باعث طولانی شدن احساس سیری میشوند. نان، برنج باسماتی، سیب زمینی و غیره نمونه هایی از کربوهیدراتهای پیچیده هستند).
-آب مورد نیاز روزانه پنج تا شش لیتر است که براساس فعالیت روزانه و ورزش میزان آن به دو الی سه برابر افزایش می یابد. به‌طور کلی در هنگام تمرینات ورزش ایروبیک دست کم باید در هر ۲۰ دقیقه ورزش، ۲۰۰ سی سی آب مصرف شود.